# Hornavanskolan
Hornavanskolan var en gymnasieskola i Arjeplog i Arjeplogs kommun. Skolan grundades 1993 och fanns vid Sveriges djupaste sjö Hornavan. Hornavanskolan tilldelades år 2011 utmärkelsen Branschrekommenderad skola av Byggnadsindustrins yrkesnämnd. Hornavanskolan erbjöd utbildning vid Fordonsprogrammet, Samhällsvetenskapsprogrammet, Naturvetenskapsprogrammet och Teknikprogrammet. 
Under år 2020 blev skolan nedläggningshotad. Som protest mot detta startades en namninsamling som en protest mot förslaget, och som ledde till en folkomröstning i Arjeplogs kommun under september 2021. Folkomröstningen skedde den 19 september och där 953 personer (42,4 % av alla röstberättigade) röstade. Under kommunallfullmäktigemötet den 11 november 2021 togs beslut om att skolan skulle stängas och att inga elever kommer att tas in från höstterminen 2022. 2023 skedde den sista studentexamen, och under 2024 slutade de sista eleverna och skolan stängdes. 

## Samarbete med bilindustrin
Arjeplog är ett centrum för vintertestning av bilar, vilket idag är den mest betydelsefulla privata näringen i kommunen. Från december till slutet av mars kommer drygt två tusen ingenjörer och tekniker till Arjeplog för att arbeta med biltester i vinterförhållanden. Hornavanskolan samarbetade med svensk och internationell fordonsindustri, exempelvis BMW, Daimler AG, Knorr-Bremse, Volkswagen AG, Bosch, GM, Aston Martin, Lotus Cars, Caterham Cars och Bilprovningen, genom att bland annat genom att erbjuda praktik.